# 대한광복단
대한광복단(大韓光復團)은 1913년 조직된 독립운동 단체이다. 경상북도 풍기(현 영주시)에서 풍기됐다.
대한광복단에는 의병 출신 독립 운동가들과 계몽운동가, 영남 지역의 유림 등 여러 계층의 인물들이 참가했으며, 비밀 결사로 조직되어 암살등 무력을 통한 독립 운동을 벌였다. 공화제 국가를 계획했으며, 만주의 독립운동 세력과 연계해 세력을 확대하였다.
대한광복단의 채기중 등 일부 세력은 1915년 대구에서 박상진의 조선국권회복단과 통합, 대한광복회를 결성하였다. 이를 근거로 대한광복회를 대한광복단의 최종, 후신이라 한다.
영주시에 대한광복단 기념공원이 조성되어 있다.
친일부호 장승원과 도고면장 박용하를 처단하였다.

## 대한광복회(大韓光復會)
대한광복회는 1913년 풍기에서 조직된 광복단과 1915년 대구에서 조직된 조선국권회복단(朝鮮國權回復團)이 합쳐진 단체이다.
1915년 8월 25일, 대구 달성공원에서 결성되어 국권을 회복하고 공화제를 실현하는 것을 창립목적으로 정하고, 각 도(都)에 곡물상과 잡화상을 열어 군자금을 모으고 친일부호들을 처단하면서 독립군을 양성하였다.
1918년 조직망이 발각되고 주요 인물들이 검거되어 조직이 크게 와해 되었으나, 그 후에도 일부 조직원들이 만주로 건너가 암살단, 의열단에 가입하면서 독립운동을 끝까지 펼쳐나갔다. 광복회가 결성된 달성공원은 1963년에 사적 제62호로 지정되었다.
1920년 8월 미의원단 방문을 계기로 임시정부와 연계해 의거를 계획하던 중 친일세력들에게 발각되어 큰 활동을 펼치지는 못했다.
1945년 8월 해방이 되면서 광복회 정신을 되살려 건국사업에 참여하고자 재건 조직을 결성하기도 했다.

## 같이 보기
- 광복회